# Stanimir Todorov
Stanimir Todorov (Bulgaars: Станимир Тодоров) ( Smolian, 14 mei 1982) is een Bulgaarse kunstschaatser.
Todorov is actief in het paarrijden en zijn vaste sportpartner is Roemjana Spassova en zij worden gecoacht door Pavel Dimitrov. 
Spassova en Todorov schaatsen samen sinds 2002.
| records             | punten | datum      | toernooi |
| ------------------- | ------ | ---------- | -------- |
| Hoogste totaalscore | 116.40 | 18-01-2006 | EK 2005  |
| Hoogste korte kür   | 39.96  | 14-03-2005 | WK 2005  |
| Hoogste lange kür   | 77.53  | 18-01-2006 | EK 2005  |

## Belangrijke resultaten
| Kampioenschap           | 2002 | 2003 | 2004 | 2005 | 2006 |
| ----------------------- | ---- | ---- | ---- | ---- | ---- |
| Olympische Spelen       |      |      |      |      | 19e  |
| Wereldkampioenschap     |      |      |      | 17e  | 15e  |
| Europees Kampioenschap  |      |      |      | 12e  | 9e   |
| Nationaal Kampioenschap | jr.  | jr.  | Goud | Goud | Goud |
| WK junioren             |      | 16e  |      |      |      |